# ボイスパワー2010〜あなたに響け!あの声、あの歌、あのセリフ〜
ボイスパワー2010〜あなたに響け!あの声、あの歌、あのセリフ〜（ぼいすぱわーにせんじゅう〜 - ひび - こえ - うた）は、CSアニメチャンネルANIMAXで、夏の恒例24時間マラソン放送の2010年度版として放送された特別番組。
「声」をキーワードに、スタジオからの放送と、各アニメの特集版を織り交ぜながら放送した。
EPG番組表では「夏特：○○」と言う形で番組が表現された。

## 放送時間
2010年8月21日（土曜日）19:00 - 2010年8月22日（日曜日）19:00

## タイムスケジュール
| 時刻           | 企画名                                                        | 内容 |
| -------------- | ------------------------------------------------------------- | --- |
| 8月21日 土曜日 |                                                               | |
| 19:00          | スタジオパート（1）                                           | ▽オープニング ▽名セリフランキング 100→81 ▽あの声に会いたい!（1） ▽わたしの好きなアニメの名セリフ（1） ▽ちょっとヘンだよ!?迷セリフ（1）                 |
| 19:30          | スラムダンク                                                  | |
| 20:00          | 北斗の拳                                                      | |
| 20:30          | 機動戦士ガンダム                                              | |
| 21:00          | スタジオパート（2）                                           | ▽名セリフランキング 80→61 ▽あなたの知らない名セリフ（1） ▽わたしの好きなアニメの名セリフ（2） ▽「アイアンマン」ミニ特集                                |
| 21:30          | めぞん一刻                                                    | |
| 22:00          | ジャングルの王者ターちゃん                                    | |
| 22:30          | ミスター味っ子スペシャル 味将軍七包丁人だよ!全員集合          | （1989年） |
| 23:00          | スタジオパート（3）                                           | ▽名セリフランキング 60→41 ▽わたしの好きなアニメの名セリフ（3） ▽声のから騒ぎ（1）                                                                      |
| 23:30          | おおきく振りかぶって 〜夏の大会編〜                           | |
| 8月22日 日曜日 |                                                               | |
| 0:00           | ハヤテのごとく!                                               | |
| 0:30           | 戦国BASARA                                                    | |
| 1:00           | カウボーイビバップ                                            | |
| 1:30           | スタジオパート（3）                                           | ▽声のから騒ぎ（2） |
| 1:45           | ANIMAX MUSIX SPRING 2010 Day 1 ARTIST SELECTION               | |
| 3:25           | マジンカイザー 死闘!暗黒大将軍                                | |
| 4:30           | 真ゲッターロボ対ネオゲッターロボ                              | |
| 5:00           | 勇者王ガオガイガー                                            | |
| 5:30           | ゼーガペイン                                                  | |
| 6:00           | 新機動戦記ガンダムW Endless Waltz                             | |
| 6:35           | トップをねらえ!                                               | |
| 7:05           | キャプテン翼J                                                 | |
| 7:35           | スタジオパート（4）                                           | ▽名セリフランキング 40→21 ▽「鉄拳戦士アイアン・キッド」ミニ特集                                                                                        |
| 8:05           | 鉄拳戦士アイアン・キッド                                      | |
| 8:30           | うちの3姉妹                                                   | |
| 9:00           | 美少女戦士セーラームーンR                                     | |
| 9:30           | テニスの王子様 ANOTHER STORY 〜過去と未来のメッセージ         | |
| 10:30          | 名探偵コナン                                                  | |
| 11:30          | ドラゴンボールGT                                              | |
| 12:00          | 鋼の錬金術師 FULLMETAL ALCHEMIST                              | |
| 12:30          | 家庭教師ヒットマンREBORN!                                     | |
| 13:00          | スタジオパート（5）                                           | ▽名セリフランキング 20→11 ▽あの声に会いたい!（2） ▽わたしの好きなアニメの名セリフ（4） ▽あなたの知らない名セリフ（2） ▽ちょっとヘンだよ!?迷セリフ（2） |
| 13:30          | アニマックス 第4回 全日本アニソングランプリ 予選大会          | |
| 14:30          | 機動戦士ガンダム                                              | |
| 15:00          | タイガーマスク                                                | |
| 15:30          | 天才バカボン                                                  | |
| 16:00          | 新ルパン三世                                                  | |
| 16:30          | こちら葛飾区亀有公園前派出所TVスペシャル 両さんアメリカへ行く | |
| 17:30          | スラムダンク                                                  | |
| 18:00          | スタジオパート（6）                                           | ▽名セリフランキング 10→1 ▽エンディング |
| 18:30          | 北斗の拳                                                      | 名セリフランキング1位の作品 |

### スタジオパート
山口智充（DonDokoDon）と道重さゆみ（モーニング娘。）をメイン司会に進行していく。
その他、荘口彰久と甲斐まり恵、藤津亮太（アニメ評論家）を迎える。スタジオ観客は未来を担う新人声優。『関口宏の東京フレンドパークII』（TBS）のように、観客がバックにいるため、背景のようになる。
あなたの知らない名セリフ
アニマックスの視聴者から寄せられたデータをもとに発表する。
私の好きなアニメの名セリフ
各界の著名人の選ぶ名セリフを紹介。
ちょっとヘンだよ!?迷セリフ
お笑い芸人「いまぶーむ」が紹介する。
あの声にあいたい
人気キャラクターを演じる声優をゲストに迎えてトークする。
パート1には『美少女戦士セーラームーン』シリーズ・ちびうさ役の荒木香恵、パート2には『NARUTO -ナルト-』うずまきナルト役の竹内順子が登場。
声のから騒ぎ
『恋のから騒ぎ』（日本テレビ）のパロディ。山口がMCとなり、声優の〝ホンネ〟を聞き出す。
出演声優は、関智一・浪川大輔・井上喜久子・高橋広樹・金田朋子・浅野真澄・真堂圭・阿部敦の8人。このうち、浅野はレギュラーのラジオ番組『A&G 超RADIO SHOW〜アニスパ!〜』（文化放送）がある。当初、前半の放送は被らない編成だったが、野球中継が延長となり、「アニスパ!」が22:10 - 23:30の放送となってしまい、前半は出演がかぶってしまった。